# 葭島神社
葭島神社（よししまじんじゃ）は、石川県小松市大川町に所在する神社。創建は1614年（寛永19年）9月3日で、前田利常が多田権内に命じて小松城中葭島に屋舗社堂護摩堂として建立させた五穀寺が開祖であった。1881年（明治14年）に、稲荷大明神の旧鎮座地名に因んで葭島神社と改称したのが当社である。近代社格制度では、1906年（明治39年）神饌幣帛料供進社に指定されている。また本殿は、1969年（昭和44年）2月18日に石川県指定有形文化財（建造物）に指定されている。

## 概要
小松天満宮の南側を流れる梯川の対岸に位置する。前田利常が、石動山の天平寺（現在の伊須流岐比古神社）より高倉坊（たかくらぼう）行蔵院（ぎょうぞういん）空清（くうせい）を召致し掘割の梯川側に創建した五穀寺が開祖であった。1644年（正保元年）に水難で現在の位置に遷座され、小松城掘割内の葭島（よしじま）にあった城の守護神・稲荷大明神を合祀し、小松稲荷五穀寺と称した。1881年（明治14年）に、稲荷大明神の旧鎮座地名に因んで葭島神社と改称した。その後、1887年（明治20年）に城内の愛宕社を、1908年（明治41年）に前田利常を祀る能美神社を合祀した。

## 沿革
元々は小松城中葭島に鎮座していたが、前田利常により現社地に建立させられた。その後正保元年（1644年）8月18日小松城の守護神稲荷大明神を遷座し、城内士族を氏子として毎年正月に国家安泰、五穀豊穣、商工業繁昌御祈祷を行っていた。1881年（明治14年）5月2日に郷社になり、1906年（明治39年）12月29日には神饌幣帛料供進神社に指定された。1967年（昭和42年）5月21日に幣殿社務所を改築した。1969年（昭和44年）2月18日に本殿が石川県指定有形文化財に指定された。

## 本殿
1969年（昭和44年）に石川県指定有形文化財に指定された本殿は、1822年（文政5年）における八坂神社（白峰村、現白山市）の様式に似ていることから、江戸時代後半の建造と推定される。屋根が曲線的に前面に伸びている向拝流造という建築様式で、正面の柱間が約5.5メートル（3間）の三間社流造の本殿である。覆屋に覆われているため、建てられた当時の姿をよく残している。欄間や各所の彫刻も精巧であり、建築とよく調和したものとなっている。
拝殿においては、小松城の書院から移築されたと伝わる格天井が遺り加賀藩前田家のゆかりの地としてつぶさに小松城の遺構を窺い知ることができる。

## 祭神
- 稲荷大明神（小松城から遷座。）
- 倉稲魂神
- 大田神
- 大宮女神
- 火結神
- 八坂之神
- 宇加神
- 前田利常

## 宝物
後醍醐天皇の宸翰、雨乞いの香炉、楠木正成からの感状などがある。
また創建より伝わる仏像「木造(10体)・塼造(1体)・銅像(1体)」が、2017年12月27日に小松市指定有形文化財(美術工芸品)に指定されている。

## 現地情報
所在地
- 石川県小松市大川町2丁目120-1

交通アクセス
- 鉄道
  - JR西日本 小松駅（徒歩約22分）
- バス
  - 北鉄加賀バス寺井線大川町（徒歩約2分）

## 参考資料
- “葭島神社（小松市大川町２丁目１２２） - 石川県神社庁”.   石川県神社庁. 2023年6月25日閲覧。
- 小松市. “葭島神社本殿” (PDF). 小松市ホームページ「小松市の文化財」 2023年6月25日閲覧。.
- “葭島神社本殿・岡部家住宅”.   石川県. 2023年6月25日閲覧。